# Okręg Cambrai
Okręg Cambrai (fr. Arrondissement de Cambrai) – okręg w północnej Francji. Populacja wynosi 160 tysięcy.

## Podział administracyjny
W skład okręgu wchodzą następujące kantony:
- Cambrai-Est,
- Cambrai-Ouest,
- Carnières,
- Cateau-Cambrésis,
- Clary,
- Marcoing,
- Solesmes.